# De laatste grens (strip)
De laatste grens is een strip van de hand van de Braziliaanse stripschrijver Luis Eduardo de Oliveira beter bekend als Léo. De tekeningen zijn van Franck Picard (Icar). De stripreeks bestaat uit vier delen en is uitgegeven door Dargaud.

## Achtergrond
De laatste grens speelt zich af op de planeet Tay Ceti 5, bij een nederzetting Erechim, dat aan de rand van de beschaving ligt. Het verhaal wordt beschreven als een futuristische western, waarin allerlei vreemde dieren en planten opduiken.

## Verhaal
De bewoners van Erechim worden geterroriseerd door een machtige landeigenaar en roepen daarom de hulp in van twee huurlingen, Jane en haar broer John. John is gehandicapt en daardoor aangewezen op een locomobiel, een vervoermiddel dat de bewoners niet kennen. Jane en John gaan niet alleen de strijd aan de landeigenaar, maar ook met de onbekende, gevaarlijke fauna en flora van de planeet.

## Albums
1. Episode 1    (2014)
2. Episode 2    (2015)
3. Episode 3    (2016)
4. Episode 4    (2017)